# Araneus flavisternis momiensis
Araneus flavisternis momiensis is een spinnenondersoort in de taxonomische indeling van de wielwebspinnen (Araneidae).
Het dier behoort tot het geslacht Araneus. De wetenschappelijke naam van de soort werd voor het eerst geldig gepubliceerd in 1881 door Tord Tamerlan Teodor Thorell.